# Parque nacional de Macedonia Oriental y Tracia
El parque nacional de Macedonia Oriental y Tracia (en griego: Εθνικό Πάρκο Ανατολικής Μακεδονίας-Θράκης) es un parque nacional ubicado en el noreste de Grecia. Creado en 2008, reúne la mayor superficie de humedales de importancia internacional a los que afecta la Convención de Ramsar en Grecia.

## Geografía

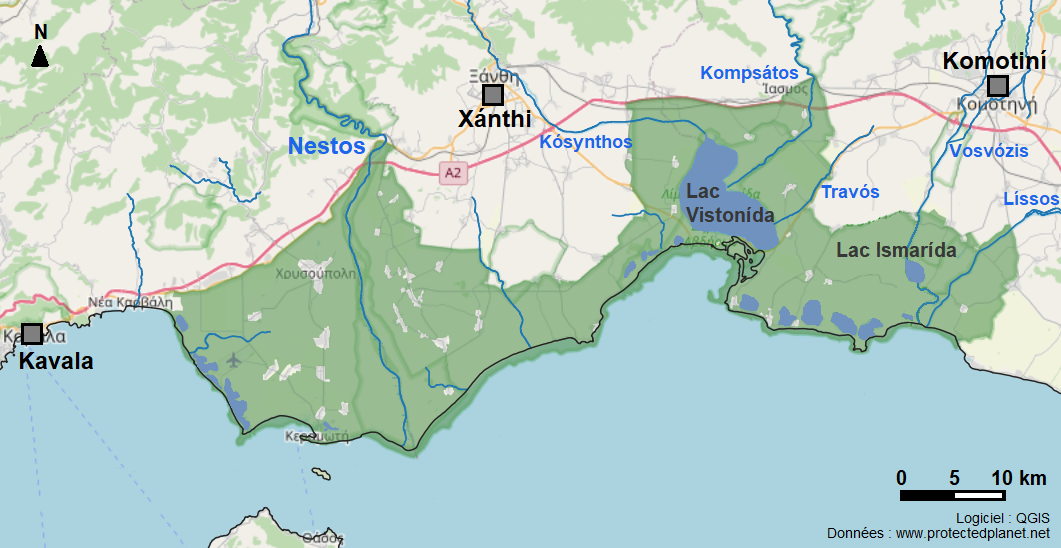
Zona de influencia del parque nacional de Macedonia Oriental y Tracia en verde

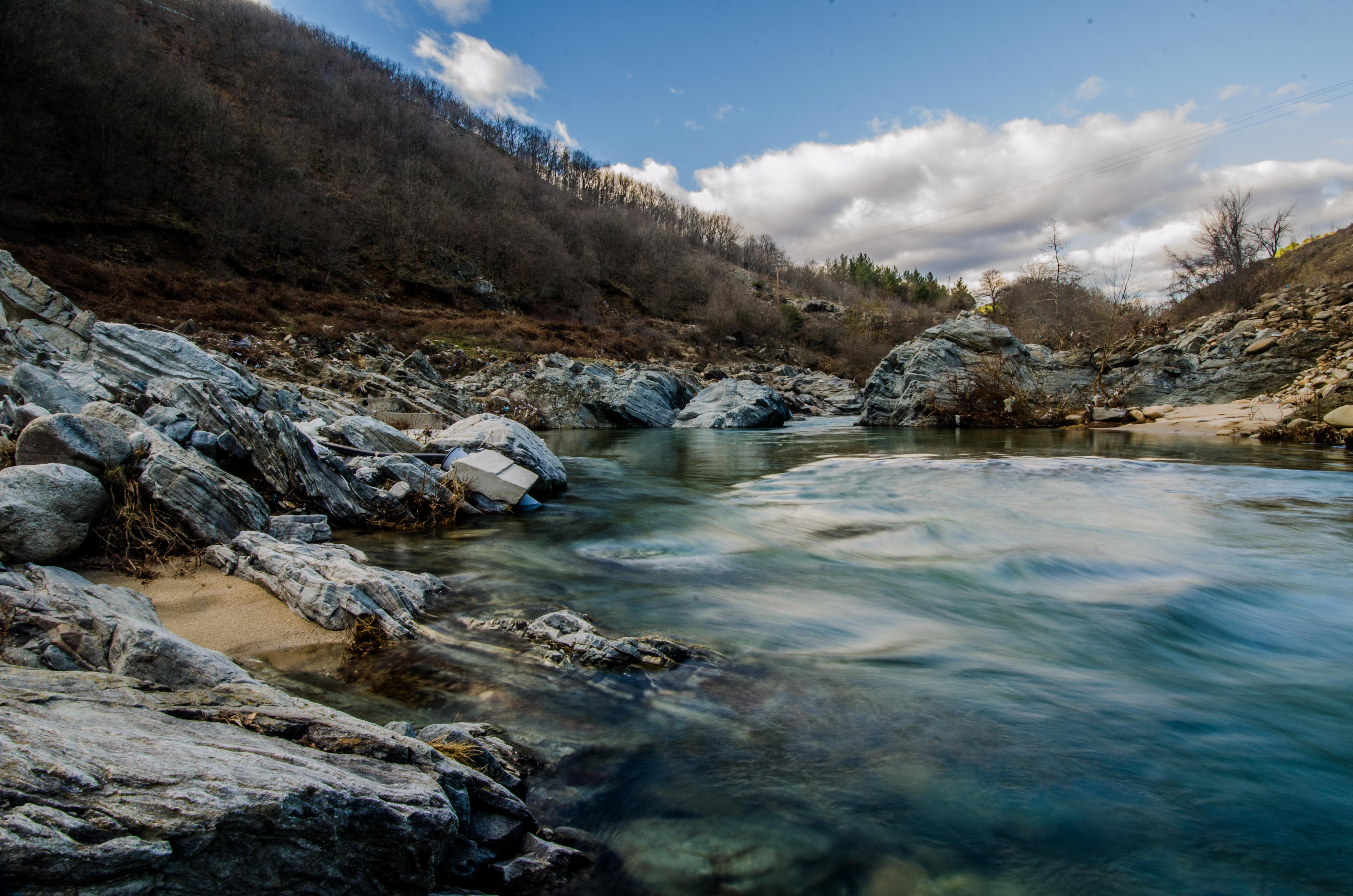
El río Kosynthos en el parque. Febrero de 2019.

El parque nacional de Macedonia Oriental y Tracia se extiende a lo largo del mar de Tracia desde la costa oriental del golfo de Kavala en el oeste hasta el sur de Komotiní en el este. Su límite norte está delimitado en parte por la autopista A2 y el macizo de Leháni, aunque las llanuras agrícolas alrededor de Xánthi y Komotiní hacen retroceder la línea de control del parque más cerca del mar. Con un área total de casi 930 km², el parque incluye varios cientos de metros de sección marítima a lo largo de la costa, pero no incluye áreas habitadas.
El parque nacional incluye tres subáreas naturales principales que son relativamente independientes desde un punto de vista geográfico y ecológico:
- el delta del Mesta y su zona ribereña (apodada Kotzá Ormán), la frontera natural entre Macedonia y Tracia occidental. Al oeste de la desembocadura, en la costa este del Golfo de Kavala, hay varias lagunas explotadas para la producción de pescado cerca del Aeropuerto Internacional Alejandro Magno de Kavala.
- El lago Bistónide, el cuarto lago más grande de Grecia, está conectado al mar por canales en Lágos. Sus aguas tienen diferentes niveles de salinidad, siendo las entradas al mar compensadas por el agua dulce de los tres principales afluentes del lago que son el Kompsátos el Kósynthos y el Travós. Intensamente explotado para la acuicultura, representó casi un tercio de la producción pesquera de las lagunas de Grecia en 2000.
- el lago de agua dulce Ismarída (comúnmente conocido como lago Mitrikoú), ubicado a unos 3 km hacia el interior, así como su afluente y emisario el Vosvózis. Al sureste del lago Bistónide, seis conjuntos de estanques de diversos tamaños bordean el espacio costero hasta el límite oriental del parque nacional formado por la desembocadura del Líssos (también llamado Filioúris).

## Protección
En 1975, 46. 326 ha que ahora forman parte del parque nacional de Macedonia Oriental y Tracia fueron incluidas en la Lista de Humedales de Importancia Internacional establecida por el Convenio de Ramsar de 1971. La red Natura 2000 también reconoce el valor patrimonial de la zona mediante la inclusión en la lista de Zonas de Especial Protección para las Aves (ZPE) y en la de Zonas Especiales de Conservación (ZEC) para los hábitats naturales. Por último, el parque está incluido en el inventario de Áreas Importantes para las Aves (IBA) de la ONG Birdlife International.
En 1990, la presión antropogénica ligada en particular al desarrollo urbano, la piscicultura y la agricultura, llevó a Grecia a solicitar la clasificación del área en el Registro de Montreux de la Convención de Ramsar. Desde esa fecha se han realizado acciones de reforestación en la zona ribereña de Mesta y los cerros circundantes con el fin de limitar la erosión del suelo. La puesta en servicio de una depuradora en Komotiní también ha permitido limitar los efluentes que desembocan en el lago Ismarída. Sin embargo, el equilibrio medioambiental de la región sigue siendo frágil. El bombeo irrazonable y la construcción de canales para el riego de tierras agrícolas tienden a degradar el acuífero de la llanura deltaica, salinizándose progresivamente este último por la intrusión marina. Las represas hidroeléctricas de Thisavrós y Platanóvrisi, inauguradas en 2002, contribuirían también a la reducción del aporte sedimentario necesario para el bosque de ribera, al drenaje de varios brazos del Nestos y a la erosión de determinadas partes. costa. Por último, la contaminación de múltiples fuentes y la sedimentación del lago Vistonída son preocupaciones de larga data, pero siguen siendo importantes en la región.
El parque está a cargo de la organización de gestión del delta del Mesta Vistonida-Ismarída y Tasos (Ο Φορέας Διαχείρισης Δέλτα Νέστου Βιστωνίδας-Ισμαρίδας και Θάσου) entidad privada creada en 2003 por decisión ministerial y ubicada en Lágos.

## Fauna silvestre
La gran extensión de estanques, bosques ribereños y dunas forman un ecosistema rico, especialmente para las aves. Con 313 especies, el área protegida sería el primer parque nacional de Grecia en términos del número de especies de aves registradas. Las especies amenazadas en la Lista Roja de la UICN incluyen el ganso de frente blanca menor (Anser erythropus), el águila común (Aythya ferina), la paloma torcaz (Streptopelia turtur), la pardela mediterránea (Puffinus yelkouan) y el águila imperial (Aquila heliaca). Avefría occidental (Vanellus vanellus), ostrero común (Haematopus ostralegus), agachadiza de cola negra (Limosa limosa), agachadiza de barcaza (Limosa lapponica), lavandera de pico negro (Calidris ferruginea), correlimos gordo (Calidris canutus), zarapito común (Numenius) arquata), bisbita común (Anthus pratensis), agachadiza común (Gallinago media), tordo rojo (Turdus iliacus), aguilucho pálido (Circus macrourus) y halcón de Kobe rojo (Falco vespertinus) también se consideran especies casi amenazadas.

### En la zona de delta del Mesta
Hasta la fecha, se han registrado 20 especies de mamíferos, 11 especies de anfibios, 22 especies de reptiles, 30 especies de peces de agua dulce y 277 especies de aves (incluidas 180 especies migratorias) en el área del delta de Mesta. Entre las especies amenazadas de la Lista Roja de la UICN se encuentran el pelícano dálmata (Pelecanus crispus), la tortuga marina del Caspio (Mauremys caspica) y la tortuga griega (Testudo graeca), mientras que la tortuga de Hermann (Testudo hermanni) y la culebra de cuatro rayas (Elaphe quatuorlineata) se consideran casi amenazadas a escala mundial. Hay que tener en cuenta que en el bosque ribereño del delta de Mesta vive una de las dos únicas poblaciones de faisanes de Colchis (Phasianus colchicus) nativos y no domesticados en Europa. El parque es también la única región en el continente europeo, junto con el delta de Evros, donde anida la avefría espinosa (Vanellus spinosus). El área también alberga una de las principales poblaciones de chacal dorado (Canis aureus) en Grecia.

### En la zona de los lagos Bistónide e Ismarída
Hasta la fecha, se han registrado 62 especies de peces en el lago Bistónide, su cuenca y las lagunas circundantes, incluidas dos (Alburnus vistonicus y Alosa vistonica) son endémicas del lago y la UICN las considera en peligro crítico. La anguila europea (Anguilla anguilla), también una especie en peligro de extinción, encuentra un ambiente favorable en las diferencias de salinidad de las aguas de la región. Se han observado alrededor de 260 especies de aves, entre ellas varias amenazadas, como el pato de cabeza blanca (Oxyura leucocephala), el ganso de cuello rojo (Branta ruficollis), el águila moteada (Clanga clanga) o casi amenazada como el porrón pardo (Aythya nyroca). 20 especies de mamíferos, incluida la nutria europea (Lutra lutra), 19 especies de reptiles incluido el galápago europeo (Emys orbicularis), 11 especies de anfibios, varios invertebrados incluido el escarabajo ciervo (Lucanus cervus), completan el catálogo faunístico de la parte oriental del parque nacional, 

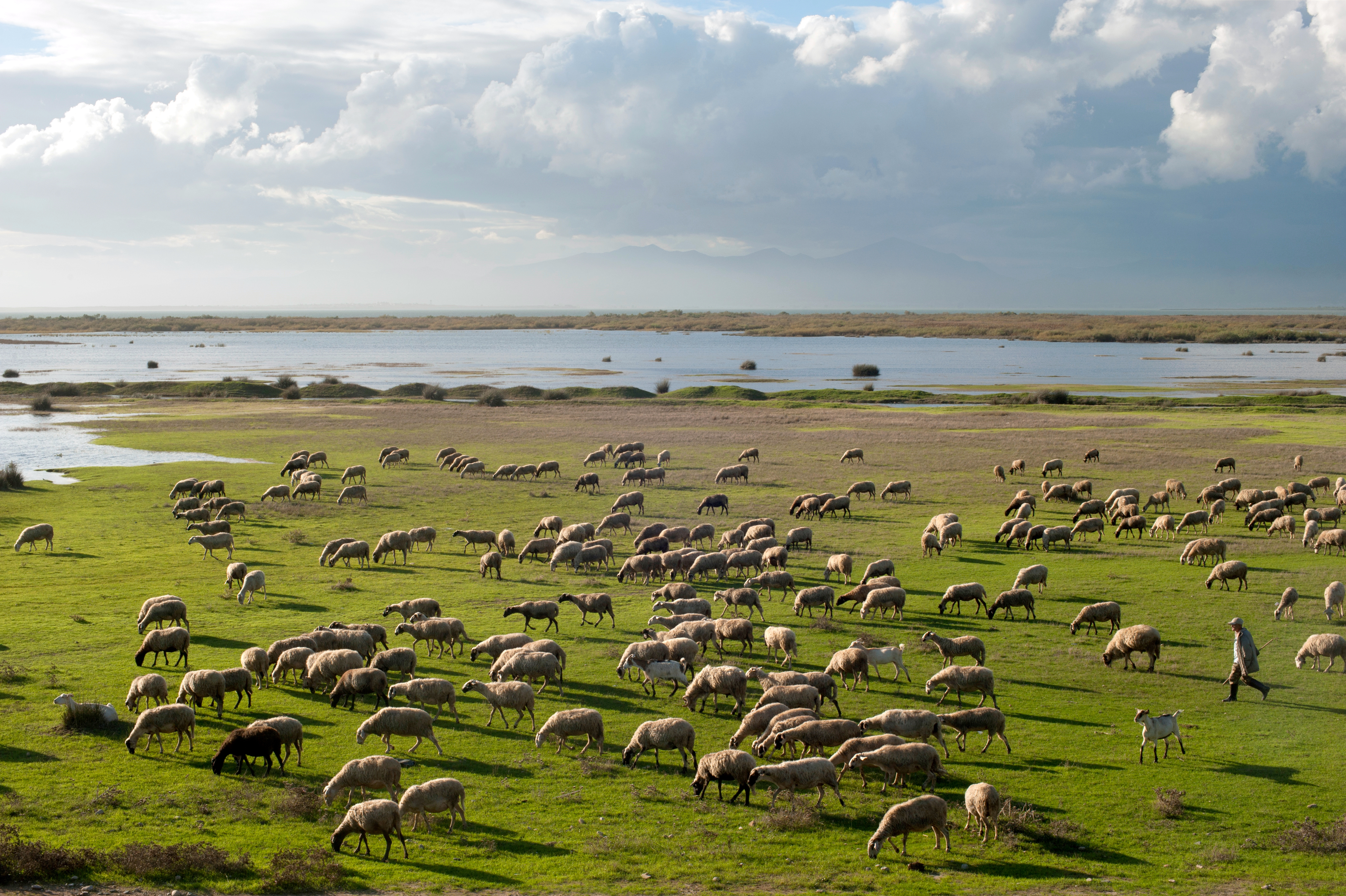
Ovejas cerca del lago Bistónide
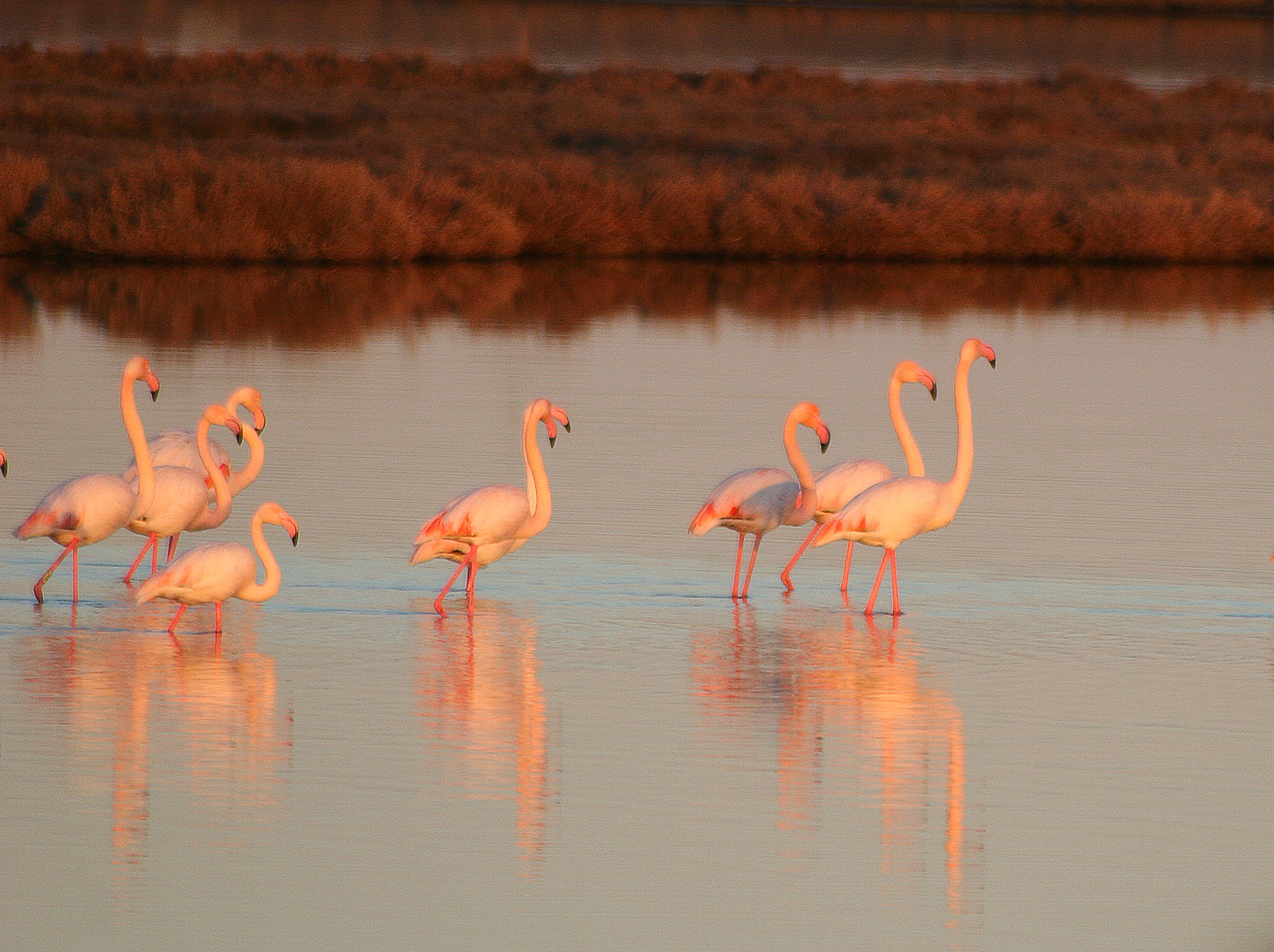
Flamencos en el lago Bistónide
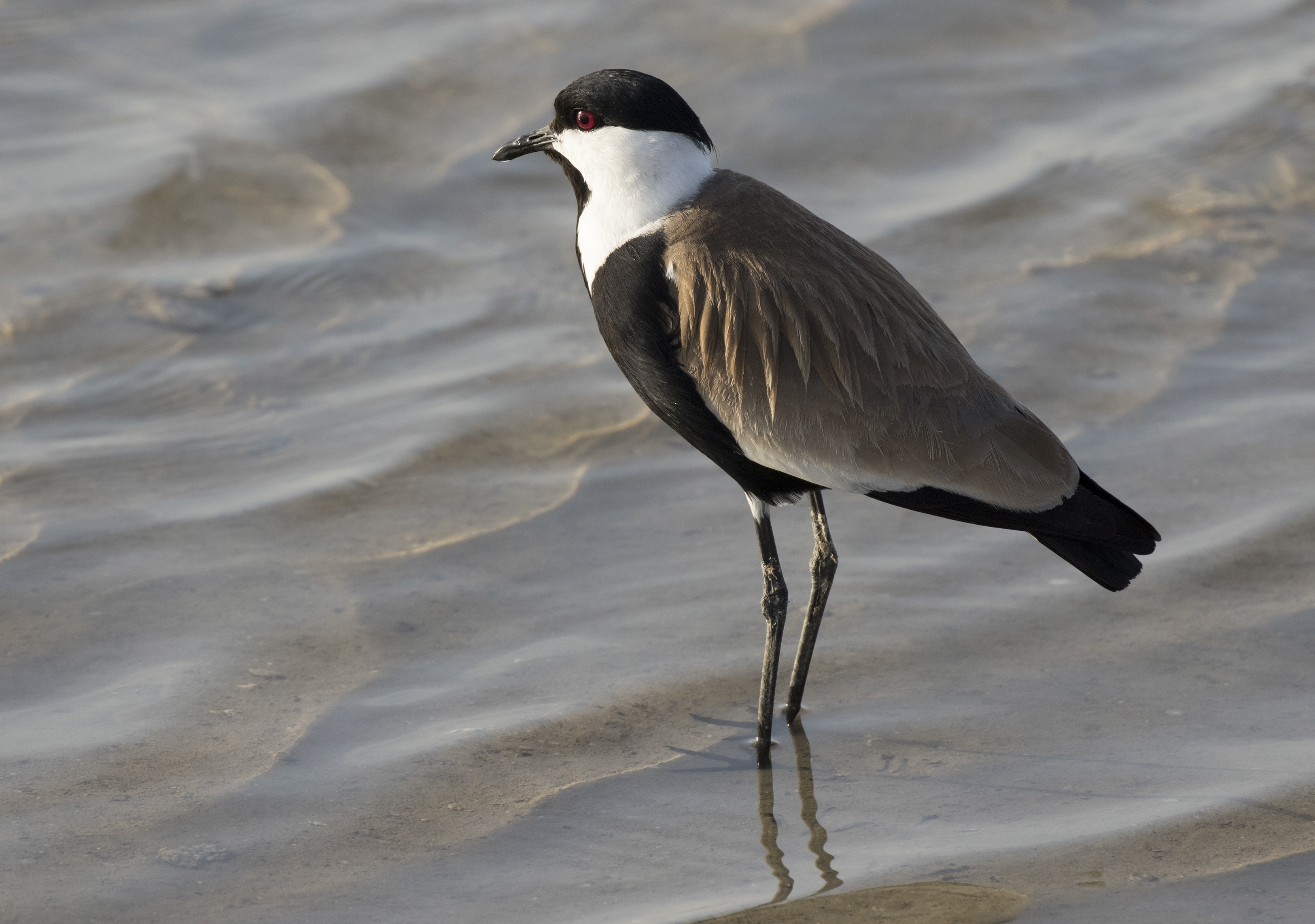
Avefría
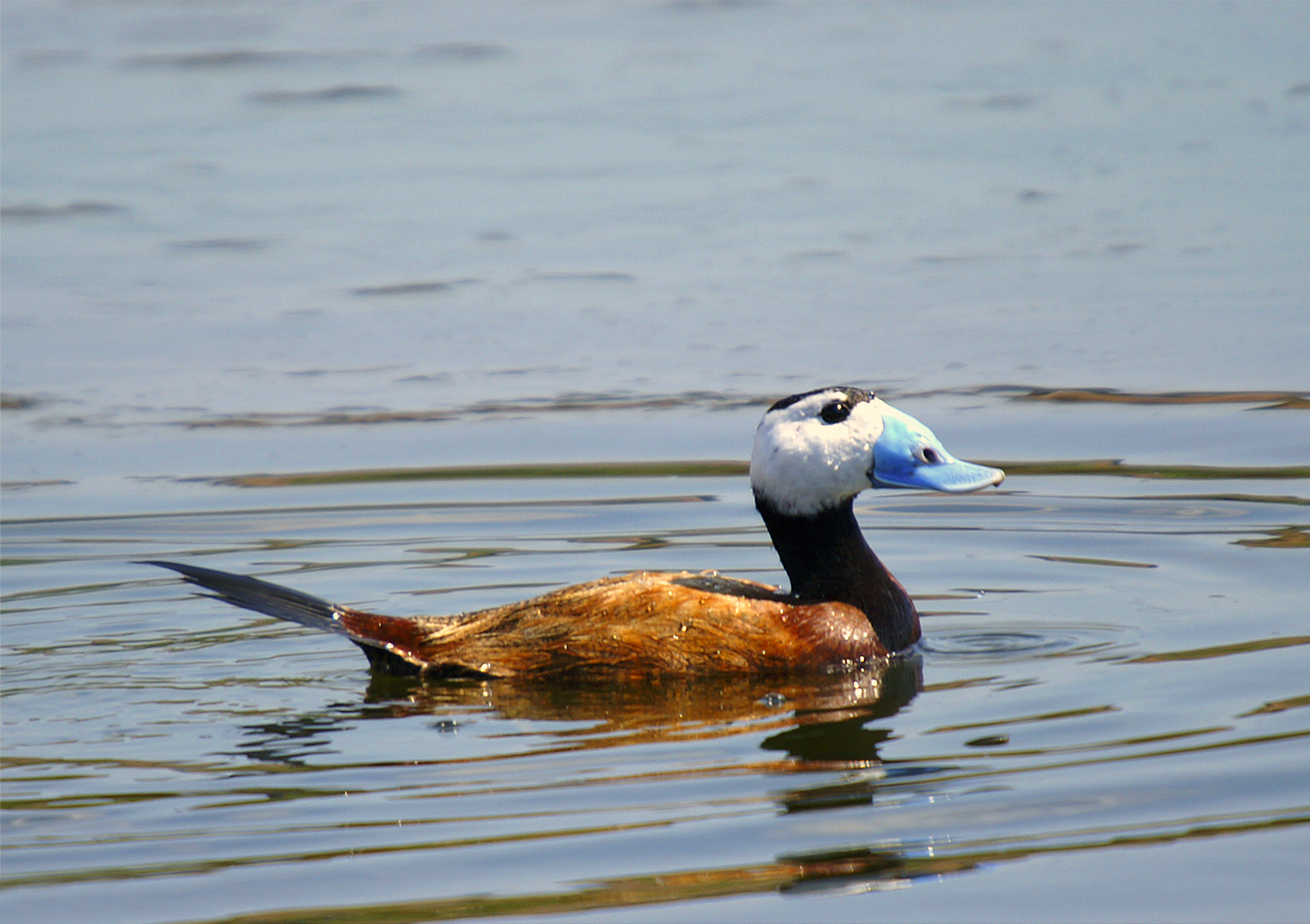
Pato de cabeza blanca
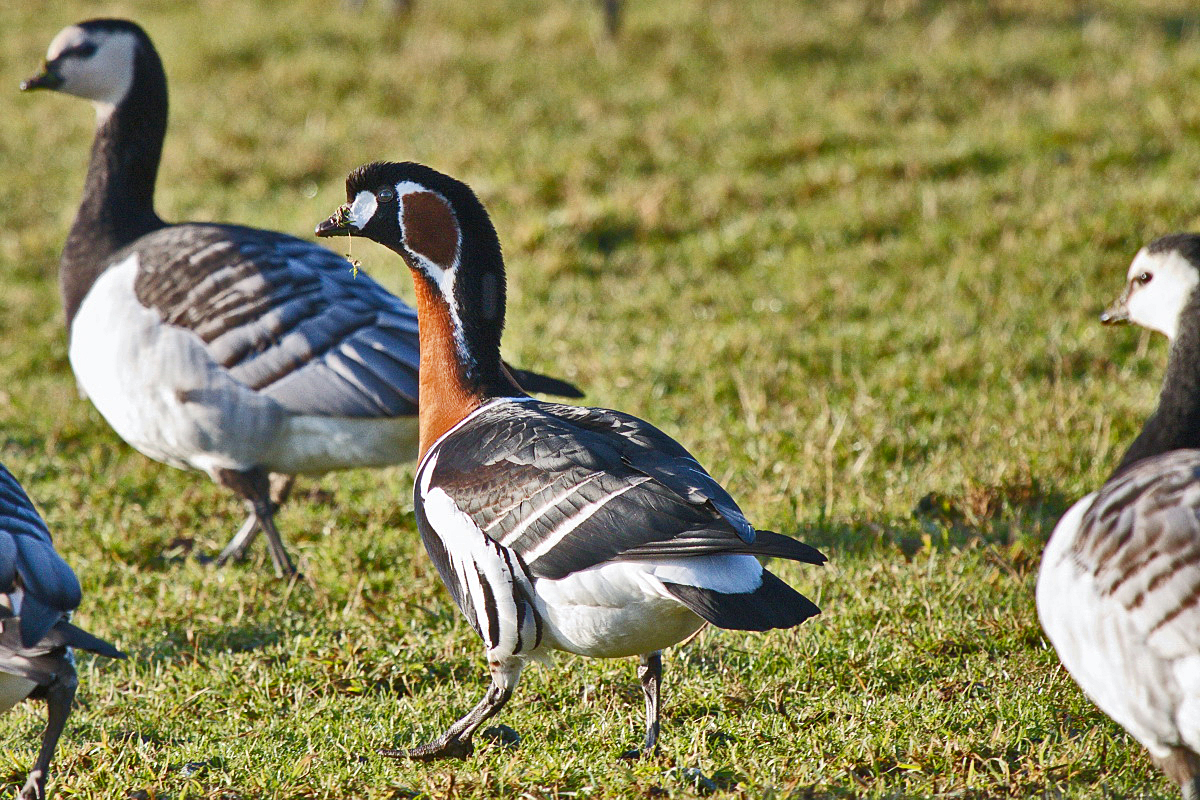
Gansos de cuello rojo

## Flora
La flora del parque no incluye especies endémicas o amenazadas, sino principalmente especies comúnmente observadas en humedales, suelos salobres, dunas y zonas costeras mediterráneas. Sin embargo, algunas especies raras en Grecia están sujetas a medidas de conservación, incluidas las praderas de Posidonia, el lirio marítimo (Pancratium maritimum) y la hierba densa (Groenlandia densa ), una especie submarina que parece no encontrarse en ningún otro lugar de Grecia.

### Publicación general
- Bob Gibbons (2003). Travellers' Nature Guide Greece (en inglés). Oxford: Oxford University Press. p. 105-112..

### Publicaciones sobre especies en el parque
- Dimitra Bobori (2018). «Growth and Reproductive Ecology of the Endemic Freshwater Fish Alburnus vistonicus Freyhof & Kottelat, 2007 (Actinopterygii: Cyprinidae) in Lake Vistonis System, Northern Greece». Acta Zoologica Bulgarica (en anglais) 70 (4): 569-574. ISSN 0324-0770..
- Sávas Kazantzídis (2015). «Wintering population and diet of Great Cormorant Phalacrocorax carbo sinensis at the Eastern Macedonia and Thrace National Park, Greece». Cormorant Research Group Bulletin (en anglais) 8: 569-574. ISSN 2451-8964..
- Ruairi Macnamara (2014). «Reproductive potential of silver European eels (Anguilla anguilla) migrating from Vistonis Lake (Northern Aegean Sea, Greece)». Mediterranean Marine Science (en anglais) 15 (3): 539-544. ISSN 1108-393X..
- Maria Schröder (2011). «The spider fauna of the Aladjagiola wetland complex (Nestos Delta, north-east Greece): a reflection of a unique zoogeographical transition zone in Europe». Biological Journal of the Linnean Society (en anglais) 102 (1): 217-233. ISSN 0024-4066..
- Jörg Freyhof (2007). «Alburnus vistonicus, a new species of shemaya from eastern Greece, with remarks on Chalcalburnus chalcoides macedonicus from Lake Volvi (Teleostei: Cyprinidae)». Ichthyological Exploration of Freshwaters (en anglais) 18 (3): 205-212. ISSN 0936-9902. Archivado desde el original el 24 de septiembre de 2020. Consultado el 21 de febrero de 2021..

## Artículo relacionado
- Bosques esclerófilos y mixtos del mar Egeo y Turquía occidental

- Datos: Q12876742